# Trimeresurus guoi
Trimeresurus guoi — вид отруйних змій родини гадюкових (Viperidae). Описаний у 2021 році.

## Поширення
Поширена в провінції Юньнань на півдні Китаю, В'єтнамі, Таїланді та М'янмі. Походження типового зразка — повіт Цзянчен, Юньнань, Китай.

## Назва
Видовий епітет походить від прізвища китайського вченого Го Пенга на знак вдячності за його внесок у таксономічні дослідження китайських бамбукових зелених змій (рід Trimeresurus).

## Опис
Змія має загальну довжину 655 мм і довжину хвоста 142 мм. Голова і тіло на спині темно-трав'янисто-зелені, з темно-червоною поздовжньою смугою на хвості, черевна поверхня жовто-зелена.